# Polylepis australis
Polylepis australis,  tabaquillo, queñoa, queuñoa es una especie de árbol de pequeña alzada, de la familia de las rosáceas. Es endémico de la Argentina. Crece a altitudes entre 1.200 y 3.500 m s. n. m.

## Descripción
Árbolito o arbusto, de 3-8 m de altura, copa tortuosa, redondeada; hojas pinnadas, compuestas, perennes, verdosas oscuras, lustrosas en el haz, pálidas en el envés; eje principal de 3-8 cm de largo, y  3-7 folíolos de 15-35 × 7-15 mm, bordes aserrados, en fascículos sobre braquiblastos. Las ramas en dos tipos: afoliadas, largas, marrón rojizas (macroblastos) y, de éstas, braquiblastos escamosos con hojas.
La corteza o ritidoma, castaña anaranjada, posee un rasgo distintivo específico, se abre en múltiples láminas finas, adheridas al tronco, dando aspecto de hojaldre.

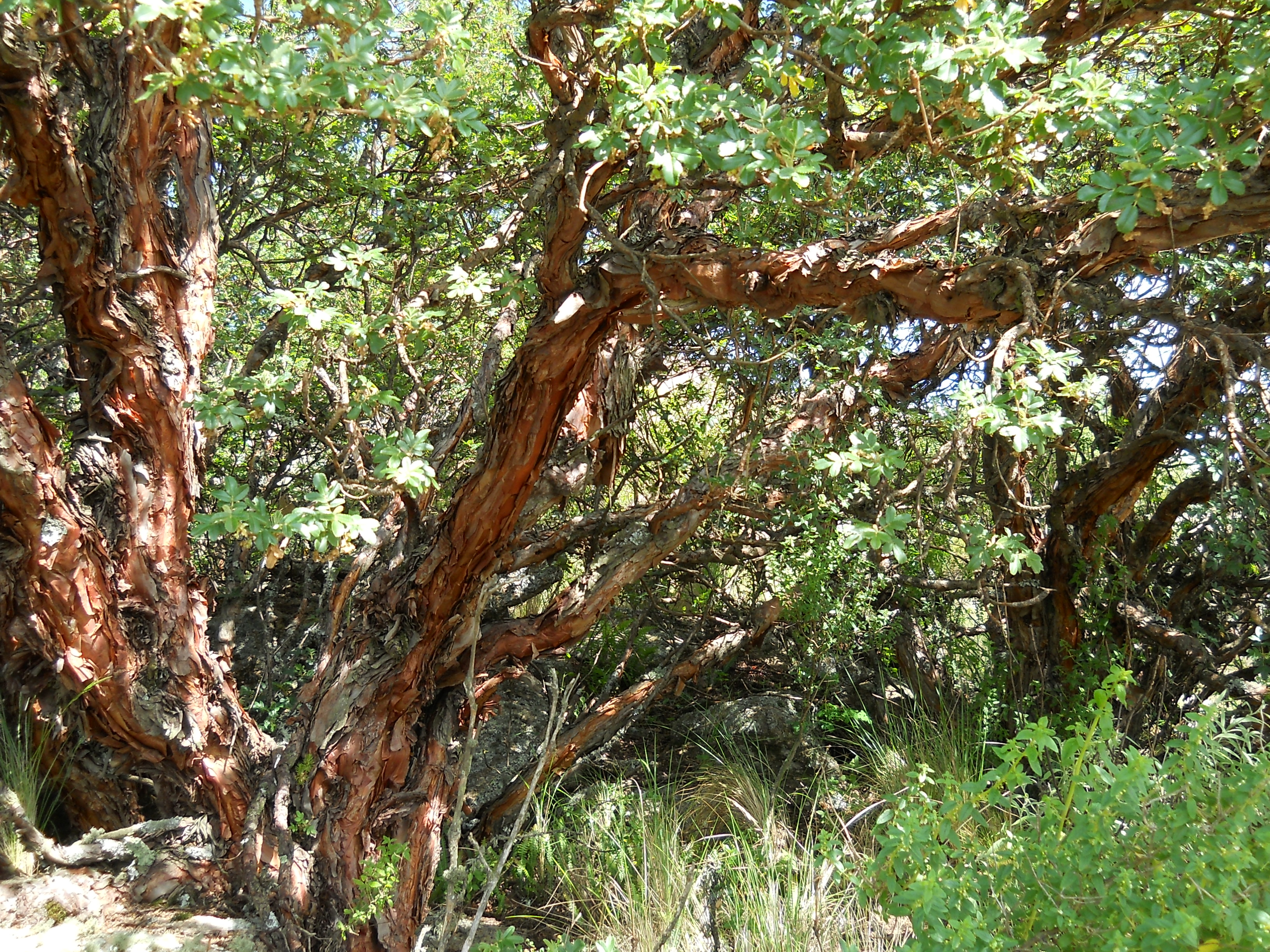
Joven ejemplar de Tabaquillo en la Pampa de Achala

La inflorescencia posee flores perfectas, incompletas, verdosas, pequeñitas, de 8-11 mm de ancho; cáliz 3-4 sépalos, de 6-8 estambres violáceos, ovario rodeado por el receptáculo, este último con tres alas; en pequeños racimos pendulares. Tiene fruto seco, rodeado por el receptáculo castaño, coriáceo, de 8-12 mm de largo, trialado
Sus semillas exhiben una gran variación de masa y de germinación entre especímenes y entre regiones geográficas.

## Distribución
El tabaquillo es una especie prácticamente exclusiva de los bosquecillos de altura de las serranías del centro y noroeste argentino, entre los 1.200 y 3.500 m s. n. m., donde crece en quebradas húmedas a resguardo del sol directo y de los vientos. Aparentemente, la formación más austral de esta especie, se encuentra próxima a la localidad de Alpa Corral, en el cerro Montoso, muy cerca del límite con San Luis (Demaio, 2002).
El bosque montano de tabaquillo regula escorrentía, controla erosión hídrica, aumenta el aporte hídrico por condensación de niebla en sus hojas; provee de combustible y madera para los montañeses.  Pero en su rango de distribución está en disminución debido al fuego, al sobrepastoreo y a la tala, por lo que su protección y regeneración son imprescindibles.
La distribución en 2007 de P. australis se debe en parte a los fuegos intencionales. Para protegerlo se deberían minimizar los fuegos, o si es necesario desarrollar actividades con alto riesgo de incendio solamente en sitios con alta proporción de rocas y, si es posible, proteger los ejemplares expuestos al fuego con piedras.
La especie es parcialmente resistente al fuego, y su capacidad de rebrotar la fija como especie resiliente. La resistencia de la especie posiblemente se dé por su poca combustibilidad y por su corteza en forma de finas láminas; la corteza aísla al tronco de las temperaturas ambientales extremas y es probable que cumpla una función similar ante el fuego. Su resiliencia se daría por su compensación de biomasa aérea perdida a través del rebrote desde sus ramas gruesas y la base de los troncos menos afectados por el rozado. Ese rebrote sugiere que el fuego contribuye a la arbustización del ejemplar quemado.

## Taxonomía
Polylepis australis fue descrita por Friedrich August Georg Bitter y publicado en Botanische Jahrbücher für Systematik, Pflanzengeschichte und Pflanzengeographie 45: 619, en el año 1911.
Sinonimia
- Polylepis australis var. oblanceolata Bitter	[8]